# سییا فوجیتا
سییا فوجیتا (انگلیسی: Seiya Fujita؛ زادهٔ ۲ ژوئن ۱۹۸۷) بازیکن فوتبال اهل ژاپن است.
از باشگاه‌هایی که در آن بازی کرده‌است می‌توان به باشگاه فوتبال آلبیرکس نیگاتا و باشگاه فوتبال کونسادول ساپورو اشاره کرد.
وی همچنین در تیم ملی فوتبال زیر ۲۰ سال ژاپن بازی کرده‌است.